# Walter Van Beirendonck

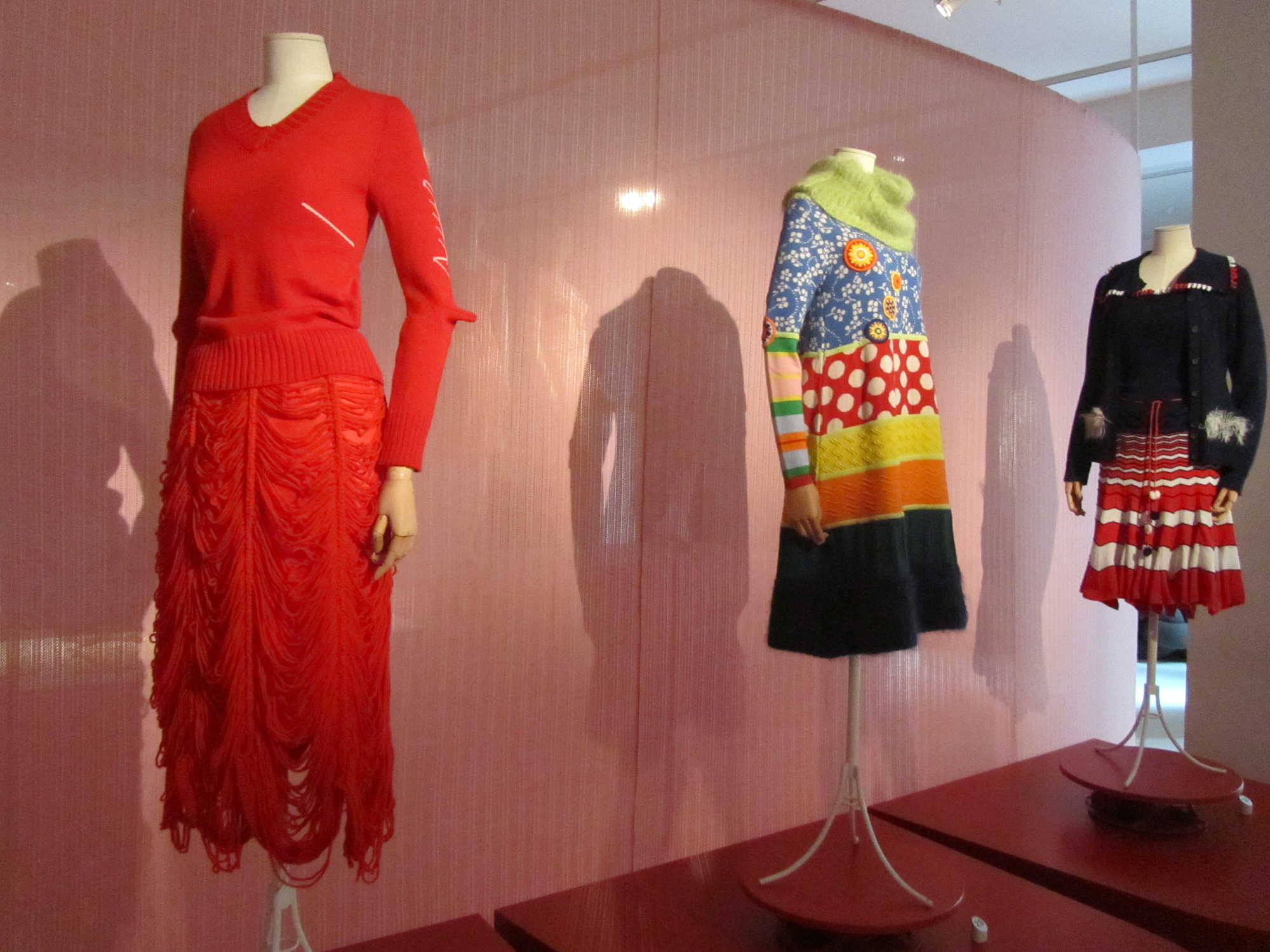
Créations de Walter Van Beirendonck au Musée de la mode d'Anvers

Walter Van Beirendonck, né le 4 février 1957 à Brecht, Belgique, est un styliste faisant partie du groupe des Six d'Anvers. Il est connu pour un style à la fois humoristique, et quelquefois sombre et sado-masochiste. Il utilise beaucoup les couleurs et graphiques[pas clair], et prend son inspiration dans des contextes très divers. C'est un partenaire de Dirk Van Saene. Il a réalisé les costumes de scène de Bono et U2, pour leur tournée mondiale Popmart.

## Historique
De 1977 à 1980, il étudie à l'Académie royale des beaux-arts d'Anvers.
En 1982, il lance la marque portant son propre nom Walter Van Beirendonck. En 1985, il enseigne à son tour à Académie royale des beaux-arts d'Anvers. Lors de l'exposition internationale de Tsukuba, au Japon,  il est retenu pour l'uniforme des hôtesses du pavillon belge.
En 1988, il lance Walter Worldwide. En 1989-1990, il crée des maillots cyclistes  pour la Ronde de Belgique Tourhot/ Werchler. Au début des années 1990, il lance une ligne plus jeune, Wild And Lethal Trash (W&LT). Il travaille chez Gianfranco Ferré créant la ligne de sport jusqu'en 1992. En 1996, il habille les coursiers à vélo de l'entreprise parisienne « Messenger Bike ».
La collection W&LT hiver 1998, Kiss The Future!, a été inspiré par l'artiste française ORLAN, une artiste qui n'hésite pas à  se transformer en utilisant la chirurgie plastique, pour explorer esthétiques. Il collabore avec le maquilleur anglais Geoff Portass pour créer des prothèses, tel que le menton et le nez, mises en place sur les visages des mannequins pour donner l'effet des bosses atypiques. Van Beirendonck a dit « je voulais montrer une proposition pour un maquillage de l'avenir - une idée tout à fait novatrice de la prothèses comme esthétique ».
En 2011, l'exposition Dream The World Awake  au Musée de la mode d'Anvers met en exergue ses créations.